# Chondrostega aurivillii
Chondrostega aurivillii är en fjärilsart som beskrevs av Rudolf Püngeler 1902. Chondrostega aurivillii ingår i släktet Chondrostega och familjen ädelspinnare. Inga underarter finns listade i Catalogue of Life.